# Hòa Quang Bắc
Hòa Quang Bắc là một xã phía bắc huyện Phú Hòa, tỉnh Phú Yên, Việt Nam.

## Địa lý
Xã Hoà Quang Bắc nằm ở phía bắc huyện Phú Hòa, có vị trí địa lý:
- Phía đông giáp xã Hòa Trị
- Phía tây giáp xã Hòa Hội và huyện Sơn Hòa
- Phía nam giáp xã Hoà Quang Nam
- Phía bắc giáp huyện Tuy An và thành phố Tuy Hoà.

Xã Hoà Quang Bắc có 51,62 km² diện tích tự nhiên và 10.908 nhân khẩu.

## Hành chính
Xã Hòa Quang Bắc gồm 6 thôn :
- Thôn Thạnh Lâm
- Thôn Cẩm Sơn
- Thôn Đồng Lãnh
- Thôn Mậu Lâm Bắc
- Thôn Hạnh Lâm
- Thôn Ngọc Sơn

## Lịch sử
Ngày 20 tháng 8 năm 2003, theo Nghị định số 95/2003/NĐ-CP của Chính phủ, chia xã Hòa Quang thành 2 xã: Hòa Quang Nam và Hòa Quang Bắc.

## Kinh tế
Tổng diện tích tự nhiên 51,62 km², với dân số khoảng 12.500 người (năm 2018). Dân cư sống chủ yếu bằng nông nghiệp: trồng lúa và chăn nuôi heo, trâu, bò,... Là xã bán sơn địa vừa có đồng bằng vừa có đồi núi thuận lợi cho phát triển nông-lâm kết hợp.
Hòa Quang Bắc với nhiều tiềm năng và lợi thế để phát triển trong tương lai.
Thực hiện Chương trình Mục tiêu quốc gia xây dựng nông thôn mới giai đoạn 2010-2020, xã Hòa Quang Bắc có nhiều đổi thay và phát triển; thu nhập bình quân đầu người 31 triệu đồng/người/năm (cuối năm 2017).
Một số công ty, doanh nghiệp lớn đang đầu tư trên địa bàn như: Công ty TNHH Quang Sơn-sản xuất hạt điều xuất khẩu, Công ty TNHH Điều Đại Hưng Phát (tập đoàn Long Sơn)-sản xuất điều và dầu điều, Công ty TNHH Phú Sơn-sản xuất gạch Tuynel, Trang trại gà sạch Đồng Lợi,...
Dự án lớn đang được đầu tư, triển khai trên địa bàn như: Cụm Công nghiệp Ngọc Sơn Đông. Đặc biệt là Khu nông nghiệp ứng dụng Công nghệ cao Phú Yên đang được triển khai đầu tư cơ sở hạ tầng như: các trục giao thông, trụ sở điều hành, các phân khu chức năng, đập Lỗ Chài 1 và 2 cùng hệ thống ống dẫn nước tưới, với tổng diện tích giai đoạn 1 được Thủ tướng Chính phủ phê duyệt 460 ha.

## Văn hóa
Xã có hai Di tích cấp tỉnh là:
- Di tích lịch sử Núi Miếu (công nhận năm 2013)
- Di tích lịch sử-văn hóa Văn Miếu Tuy Hòa (công nhận năm 2014).

Làng nghề trồng hoa và rau màu thôn Ngọc Sơn Đông với sản phẩm đặc trưng là hoa Lay-ơn cung cấp cho thị trường trong mỗi dịp Tết; được UBND tỉnh Công nhận Làng nghề năm 2015.